# Andrij Chimicz
Andrij Iwanowycz Chimicz (ukr. Андрій Іванович Хіміч; ur. 14 grudnia 1937 w Makiiwce) – ukraiński kajakarz, kanadyjkarz. W barwach ZSRR medalista olimpijski z Tokio.
Zawody w 1964 były jego jedynymi igrzyskami olimpijskimi. Złoto zdobył w kanadyjkowej dwójce na dystansie 1000 metrów, partnerował mu Stepan Oszczepkow. W 1966 był srebrnym medalistą mistrzostw świata w dwójce na dystansie 1000 metrów. Zdobył złoto mistrzostw Europy w 1961 w C-1 na dystansie 1000 metrów oraz dwukrotnie w 1965 (C-2 1000 metrów i C-2 10 000 metrów) oraz brąz w 1961 w jedynce na dystansie 10 000 metrów.